# ليلة غير عادية (فلم)
ليلة غير عادية هو فيلم تلفزي مغربي من إخراج إدريس المريني سنة 2016، وبطولة كل من ثريا العلوي، ربيع القاطي، سناء بحاج، أمل الثمار، عبد الحق بلمجاهد، نبيل عاطف وآخرون.

## القصة
يحكي الفليم قصة جريمة قتل اختفى فيها المجرم الحقيقي عن مسرح الجريمة، ليبقى البحث عنه مسار تشويقي.

## روابط خارجية
- فيلم ليلة غير عادية على قاعدة بيانات الأفلام العادية